# Logania saxatilis
Logania saxatilis är en tvåhjärtbladig växtart som beskrevs av G. Perry och B.J. Conn. Logania saxatilis ingår i släktet Logania och familjen Loganiaceae. Inga underarter finns listade i Catalogue of Life.